# Tour de Francia 1968
El 55.º Tour de Francia se disputó entre el 27 de junio y el 21 de julio de 1968 con un recorrido de 4492 km., dividido en un prólogo y 22 etapas; de ellas, la primera, la tercera, la quinta y la vigésima segunda estuvieron compuestas por dos sectores.
En este Tour, que será el último disputado bajo la fórmula de equipos nacionales, participaron 110 ciclistas repartidos en 11 equipos de 10 corredores de los que solo llegaron a París 63 ciclistas no logrando ninguno de los equipos finalizar la prueba con todos sus integrantes.
Tras la muerte en la edición anterior de Tom Simpson, los controles antidopaje se realizan cotidianamente. Hacen su aparición los primeros comisarios que controlan la carrera desde motos, y se crea la clasificación combinada que depende de las posiciones ocupadas en las clasificaciones general, por puntos y de la montaña y cuyo líder porta un maillot blanco.
El vencedor de la prueba, Jan Janssen, cubrió la prueba a una velocidad media de 35,187 km/h y se convirtió en el primer neerlandés en lograr la victoria absoluta en un Tour con la particularidad de que en ningún momento fue líder de la prueba ya que consiguió hacerse con el maillot amarillo en la vigésimo segunda y última etapa.

## Etapas
| Etapa    | Fecha  | Recorrido                   | Distancia (km) | Ganador               | Líder                |
| -------- | ------ | --------------------------- | -------------- | --------------------- | -------------------- |
| 1.ª (1)  | 27 jun | Vittel                      | 6 (CR)         | Charly Grosskost      | Charly Grosskost     |
| 1.ª (2)  | 27 jun | Vittel-Esch-sur-Alzette     | 169            | Charly Grosskost      | Charly Grosskost     |
| 2.ª      | 28 jun | Arlon-Forest                | 210,5          | Eric De Vlaeminck     | Charly Grosskost     |
| 3.ª (1)  | 29 jun | Forest-Forest               | 22 (CRE )      | Equipo “A” Belga      | Herman Van Springel  |
| 3.ª (2)  | 29 jun | Forest-Roubaix              | 112            | Walter Godefroot      | Herman Van Springel  |
| 4.ª      | 30 jun | Roubaix-Ruan                | 238            | Georges Chappe        | Jean-Pierre Genet    |
| 5.ª(1)   | 1 jul  | Ruan-Bagnoles-de-l'Orne     | 165            | André Desvages        | Georges Vandengerghe |
| 5.ª (2)  | 2 jul  | Bagnoles-de-l'Orne-Dinard   | 154.5          | Jean Dumont           | Georges Vandengerghe |
| 6.ª      | 3 jul  | Dinard-Lorient              | 188            | Aurelio González      | Georges Vandengerghe |
| 7.ª      | 4 jul  | Lorient-Nantes              | 190            | Franco Bitossi        | Georges Vandengerghe |
| 8.ª      | 5 jul  | Nantes-Royan                | 223            | Daniel Van Rijckeghem | Georges Vandengerghe |
| 9.ª      | 6 jul  | Royan-Burdeos               | 137,5          | Walter Godefroot      | Georges Vandengerghe |
| 10.ª     | 8 jul  | Burdeos-Bayona              | 202,5          | Gilbert Bellone       | Georges Vandengerghe |
| 11.ª     | 9 jul  | Bayona-Pau                  | 183,5          | Daniel Van Rijckeghem | Georges Vandengerghe |
| 12.ª     | 10 jul | Pau-Saint-Gaudens           | 226,5          | Georges Pintens       | Georges Vandengerghe |
| 13.ª     | 11 jul | Saint-Gaudens- Seo de Urgel | 208,5          | Herman Van Springel   | Georges Vandengerghe |
| 14.ª     | 12 jul | Seo de Urgel-Canet-Plage    | 231,5          | Jan Janssen           | Georges Vandengerghe |
| 15.ª     | 13 jul | Font-Romeu-Albi             | 250,5          | Roger Pingeon         | Georges Vandengerghe |
| 16.ª     | 14 jul | Albi-Aurillac               | 199            | Franco Bitossi        | Rolf Wolfshohl       |
| 17.ª     | 15 jul | Aurillac-Saint-Étienne      | 236,5          | Jean-Pierre Genet     | Rolf Wolfshohl       |
| 18.ª     | 17 jul | Saint-Étienne-Grenoble      | 235            | Roger Pingeon         | Gregorio San Miguel  |
| 19.ª     | 18 jul | Grenoble-Sallanches         | 200            | Barry Hoban           | Herman Van Springel  |
| 20.ª     | 19 jul | Sallanches-Besanzón         | 242,5          | Jos Huysmans          | Herman Van Springel  |
| 21.ª     | 20 jul | Besanzón-Auxerre            | 242            | Eric Leman            | Herman Van Springel  |
| 22.ª (1) | 21 jul | Auxerre-Melun               | 136            | Maurice Izier         | Herman Van Springel  |
| 22.ª (2) | 22 jul | Melun-París                 | 55 (CR)        | Jan Janssen           | Jan Janssen          |

CR = Contrarreloj individual
CRE = Contrarreloj por equipos

## Clasificación general
| Clasificación general |                     |              |                   |
| Ciclista              | Ciclista            | Equipo       | Tiempo            |
| --------------------- | ------------------- | ------------ | ----------------- |
| 1.º                   | Jan Janssen         | Países Bajos | 133 h 49 min 42 s |
| 2.º                   | Herman Van Springel | Bélgica A    | + 38 s            |
| 3.º                   | Ferdinand Bracke    | Bélgica B    | + 3 min 03 s      |
| 4.º                   | Gregorio San Miguel | España       | + 3 min 17 s      |
| 5.º                   | Roger Pingeon       | Francia A    | + 3 min 29 s      |
| 6.º                   | Rolf Wolfshohl      | Alemania     | + 3 min 46 s      |
| 7.º                   | Lucien Aimar        | Francia B    | + 4 min 44 s      |
| 8.º                   | Franco Bitossi      | Italia       | + 4 min 59 s      |
| 9.º                   | Andrés Gandarias    | España       | + 5 min 05 s      |
| 10.º                  | Ugo Colombo         | Italia       | + 7 min 55 s      |